# Aloe sinkatana x peckii
Aloe sinkatana x peckii é uma espécie de liliopsida do gênero Aloe, pertencente à família Asphodelaceae.